# A szén izotópjai
Szén (C)

Standard atomtömeg: 12,0107(8) u

## Természetes izotópok
A szénnek három izotópja fordul elő a természetben: a 12-es, a 13-as és a 14 tömegszámú, melyek közül a 12C izotóp van túlnyomó mennyiségben.

## Táblázat
| Az izotóp jele | Z(p)                | N(n)                | Az izotóp tömege (u)   | felezési idő                  | magspin | jellemző izotóp- összetétel (móltört) | természetes ingadozás (móltört) |
| Az izotóp jele | gerjesztési energia | gerjesztési energia | gerjesztési energia    | felezési idő                  | magspin | jellemző izotóp- összetétel (móltört) | természetes ingadozás (móltört) |
| -------------- | ------------------- | ------------------- | ---------------------- | ----------------------------- | ------- | ------------------------------------- | ------------------------------- |
| 8C             | 6                   | 2                   | 8,037675(25)           | 2,0(4) ·10−21 s [230(50) keV] | 0+      |                                       |                                 |
| 9C             | 6                   | 3                   | 9,0310367(23)          | 126,5(9) ms                   | (3/2−)  |                                       |                                 |
| 10C            | 6                   | 4                   | 10,0168532(4)          | 19,290(12) s                  | 0+      |                                       |                                 |
| 11C            | 6                   | 5                   | 11,0114336(10)         | 20,334(24) perc               | 3/2−    |                                       |                                 |
| 12C            | 6                   | 6                   | 12 (definíció szerint) | STABIL                        | 0+      | 0,9893(8)                             | 0,98853–0,99037                 |
| 13C            | 6                   | 7                   | 13,0033548378(10)      | STABIL                        | 1/2−    | 0,0107(8)                             | 0,00963–0,01147                 |
| 14C            | 6                   | 8                   | 14,003241989(4)        | 5,70(3) ·103 év               | 0+      |                                       | 10−12                           |
| 15C            | 6                   | 9                   | 15,0105993(9)          | 2,449(5) s                    | 1/2+    |                                       |                                 |
| 16C            | 6                   | 10                  | 16,014701(4)           | 0,747(8) s                    | 0+      |                                       |                                 |
| 17C            | 6                   | 11                  | 17,022586(19)          | 193(5) ms                     | (3/2+)  |                                       |                                 |
| 18C            | 6                   | 12                  | 18,02676(3)            | 92(2) ms                      | 0+      |                                       |                                 |
| 19C            | 6                   | 13                  | 19,03481(11)           | 46,2(23) ms                   | (1/2+)  |                                       |                                 |
| 20C            | 6                   | 14                  | 20,04032(26)           | 16(3) ms [14(+6-5) ms]        | 0+      |                                       |                                 |
| 21C            | 6                   | 15                  | 21,04934(54)#          | <30 ns                        | (1/2+)# |                                       |                                 |
| 22C            | 6                   | 16                  | 22,05720(97)#          | 6,2(13) ms [6,1(+14−12) ms]   | 0+      |                                       |                                 |

## Paleoklíma
A 12C és 13C felhasználható az óceánok cirkulációját megmagyarázó hőmérséklet követésére. A növények könnyebben hasznosítják a kisebb tömegszámú (12C) izotópot, miközben a napfényt és szén-dioxidot táplálékká alakítják, így a nagy plankton-telepek nagy mennyiségű 12C-t juttatnak az óceánokba. Ha az óceánok rétegződnek (a felszínhez közel meleg, mélyebben hideg víz helyezkedik el), akkor a víz körforgása leáll, így ha a plankton elpusztul, a fenékre süllyed, és magával viszi a 12C-t, ezáltal a felszíni réteg 13C-ban viszonylag gazdaggá válik. Ahol a hideg víz feltör a mélyből (például az észak-atlanti térségben), ott magával hozza a 12C-t. Ezért amikor az óceán rétegzettsége a jelenleginél kisebb mértékű volt, akkor a felszínen élő fajok váza sok 12C-t tartalmazott. A múlt éghajlatának további indikátorai közé tartozik a trópusi fajok jelenléte, a korallok növekedési gyűrűi stb. (Flannery, 2005)

## Fordítás
- Ez a szócikk részben vagy egészben  az   Isotopes of carbon című angol Wikipédia-szócikk ezen változatának fordításán alapul.  Az eredeti cikk szerkesztőit annak laptörténete sorolja fel. Ez a jelzés csupán a megfogalmazás eredetét és a szerzői jogokat jelzi, nem szolgál a cikkben szereplő információk forrásmegjelöléseként.

## Külső hivatkozások
- Flannery, T 2005, The weather makers: the history & future of climate change, The Text Publishing Company, Melbourne, Australia. ISBN 1920885 84 6.
- Izotóptömegek: Ame2003 Atomic Mass Evaluation by G. Audi, A.H. Wapstra, C. Thibault, J. Blachot and O. Bersillon in Nuclear Physics A729 (2003).
- Izotópösszetétel és standard atomtömegek: Atomic weights of the elements. Review 2000 (IUPAC Technical Report). Pure Appl. Chem. Vol. 75, No. 6, pp. 683–800, (2003) and Atomic Weights Revised (2005) Archiválva 2008. március 5-i dátummal a Wayback Machine-ben.
- A felezési időkre, a spinekre és az izomer adatokra vonatkozó információk az alábbi forrásokból származnak:
  - Audi, Bersillon, Blachot, Wapstra. The Nubase2003 evaluation of nuclear and decay properties Archiválva 2011. július 16-i dátummal a Wayback Machine-ben, Nuc. Phys. A 729, pp. 3–128 (2003).
  - National Nuclear Data Center, Brookhaven National Laboratory. Information extracted from the NuDat 2.1 database (Hozzáférés ideje: Sept. 2005).
  - David R. Lide (ed.), Norman E. Holden in CRC Handbook of Chemistry and Physics, 85th Edition, online version. CRC Press. Boca Raton, Florida (2005). Section 11, Table of the Isotopes.

| A bór izotópjai  | A szén izotópjai | A nitrogén izotópjai |
| Izotópok listája |                  |                      |